# Brazil's Next Top Model (mùa 2)
Brazil's Next Top Model, Mùa 2 là mùa thứ hai của Brazil's Next Top Model. Chương trình được chiếu trên Sony Entertainment Television vào ngày 4 tháng 9 năm 2008.
Đây là mùa đầu tiên có điểm đến quốc tế là Buenos Aires đành cho top 4.
Người chiến thắng trong cuộc thi mùa này là Maíra Vieira, 20 tuổi từ Belo Horizonte. Cô nhận được: 1 hợp đồng người mẫu và đại diện của Ford Models trong 4 năm trị giá R$200.000, lên ảnh bìa cùng 6 trang biên tập cho tạp chí Vogue và 1 chiếc xe mới.

## Thí sinh
| Thí sinh          | Tuổi | Chiều cao               | Quê quán       | Bị loại ở | Hạng |
| ----------------- | ---- | ----------------------- | -------------- | --------- | ---- |
| Luana Caroline    | 23   | 1,74 m (5 ft 8+1⁄2 in)  | Rio de Janeiro | Tập 2     | 13   |
| Isabel Correa     | 18   | 1,72 m (5 ft 7+1⁄2 in)  | Belford Roxo   | Tập 3     | 12   |
| Flávia Giussani   | 19   | 1,82 m (5 ft 11+1⁄2 in) | Brasília       | Tập 4     | 11   |
| Carolline Vieira  | 18   | 1,73 m (5 ft 8 in)      | Belém          | Tập 5     | 10   |
| Flavia Gleichmann | 22   | 1,82 m (5 ft 11+1⁄2 in) | São Paulo      | Tập 6     | 9    |
| Rebeca Sampaio    | 22   | 1,72 m (5 ft 7+1⁄2 in)  | Fortaleza      | Tập 7     | 8    |
| Alinne Giacomini  | 24   | 1,77 m (5 ft 9+1⁄2 in)  | Florianópolis  | Tập 8     | 7    |
| Marianna Henud    | 18   | 1,75 m (5 ft 9 in)      | Rio de Janeiro | Tập 9     | 6    |
| Dayse Lima        | 20   | 1,77 m (5 ft 9+1⁄2 in)  | Brasília       | Tập 10    | 5    |
| Priscila Mallmann | 18   | 1,76 m (5 ft 9+1⁄2 in)  | Armazém        | Tập 11    | 4    |
| Malana Jorge      | 20   | 1,77 m (5 ft 9+1⁄2 in)  | São Paulo      | Tập 12    | 3    |
| Élly Rosa         | 19   | 1,79 m (5 ft 10+1⁄2 in) | Campo Verde    | Tập 12    | 2    |
| Maíra Vieira      | 20   | 1,74 m (5 ft 8+1⁄2 in)  | Belo Horizonte | Tập 12    | 1    |

## Thứ tự gọi tên
| Thứ tự | Tập        | Tập        | Tập        | Tập        | Tập        | Tập        | Tập      | Tập      | Tập      | Tập      | Tập      | Tập    | Tập   |  |
| Thứ tự | 1          | 2          | 3          | 4          | 5          | 6          | 7        | 8        | 9        | 10       | 11       | 12     | 12    |  |
| ------ | ---------- | ---------- | ---------- | ---------- | ---------- | ---------- | -------- | -------- | -------- | -------- | -------- | ------ | ----- |  |
| 1      | Maíra      | Alinne     | Flávia Gi. | Malana     | Dayse      | Maíra      | Priscila | Élly     | Priscila | Élly     | Élly     | Maíra  | Maíra |  |
| 2      | Priscila   | Élly       | Alinne     | Élly       | Rebeca     | Malana     | Marianna | Priscila | Maíra    | Maíra    | Malana   | Élly   | Élly  |  |
| 3      | Élly       | Dayse      | Priscila   | Priscila   | Flavia Gl. | Marianna   | Dayse    | Maíra    | Malana   | Malana   | Maíra    | Malana |       |  |
| 4      | Malana     | Flavia Gl. | Flavia Gl. | Carolline  | Alinne     | Alinne     | Malana   | Marianna | Élly     | Priscila | Priscila |        |       |  |
| 5      | Dayse      | Marianna   | Carolline  | Maíra      | Élly       | Rebeca     | Alinne   | Dayse    | Dayse    | Dayse    |          |        |       |  |
| 6      | Isabel     | Priscila   | Élly       | Rebeca     | Malana     | Élly       | Maíra    | Malana   | Marianna |          |          |        |       |  |
| 7      | Rebeca     | Malana     | Maíra      | Flavia Gl. | Priscila   | Dayse      | Élly     | Alinne   |          |          |          |        |       |  |
| 8      | Alinne     | Flávia Gi. | Malana     | Alinne     | Maíra      | Priscila   | Rebeca   |          |          |          |          |        |       |  |
| 9      | Luana      | Maíra      | Marianna   | Dayse      | Marianna   | Flavia Gl. |          |          |          |          |          |        |       |  |
| 10     | Marianna   | Isabel     | Dayse      | Marianna   | Carolline  |            |          |          |          |          |          |        |       |  |
| 11     | Carolline  | Rebeca     | Rebeca     | Flávia Gi. |            |            |          |          |          |          |          |        |       |  |
| 12     | Flávia Gi. | Carolline  | Isabel     |            |            |            |          |          |          |          |          |        |       |  |
| 13     | Flavia Gl. | Luana      |            |            |            |            |          |          |          |          |          |        |       |  |

     Thí sinh bị loại
     Thí sinh chiến thắng cuộc thi

### Buổi chụp hình
- Tập 1: Ảnh quảng cáo phòng chống ung thư vú (casting)
- Tập 2: Ảnh chân dung vẻ đẹp kinh dị
- Tập 3: Tạo dáng ở trạm xăng theo cặp
- Tập 4: Tạo dáng với thịt và hải sản
- Tập 5: Pin-up trên đường phố
- Tập 6: Siêu anh hùng trong truyện tranh Nhật Bản
- Tập 7: Tạo dáng với Bia Schmidt
- Tập 8: Hóa thân thành biểu tượng thời trang
- Tập 9: Ảnh trắng đen hoán đổi giới tính
- Tập 10: Tạo dáng trong đồ váy bằng rác
- Tập 11: Người phụ nữ 1940 trong trang phục của Pablo Ramírez
- Tập 12: Ảnh bìa tạp chí Vogue